# Campeonato Mundial de Lucha de 2027
El LXXVII Campeonato Mundial de Lucha se celebrará en Las Vegas (Estados Unidos) entre el 11 y el 19 de septiembre de 2027 bajo la organización de United World Wrestling (UWW) y la Federación Estadounidense de Lucha.